# Spółgłoska zwarta ejektywna języczkowa
Spółgłoska zwarta ejektywna języczkowa – rodzaj dźwięku spółgłoskowego występujący w językach naturalnych. W międzynarodowej transkrypcji fonetycznej IPA oznaczanej symbolem: [qʼ]

## Artykulacja

### Opis
W czasie artykulacji wariantu [qʼ]:
- modulowany jest prąd powietrza powstały wyniku ruchu krtani do góry przy zwartych wiązadłach głosowych, czyli artykulacja tej spółgłoski wymaga inicjacji krtaniowej i egresji,
- tylna część podniebienia miękkiego zamyka dostęp do jamy nosowej, prąd powietrza uchodzi przez jamę ustną
- prąd powietrza w jamie ustnej przepływa ponad całym językiem lub przynajmniej powietrze uchodzi wzdłuż środkowej linii języka
- tylna część grzbietu wznosi się stromo do najbardziej tylnej części podniebienia miękkiego, języczka, tworząc zwarcie. Dochodzi do całkowitego zablokowania przepływu powietrza przez jamę ustną i nosową. Ruch krtani do góry powoduje wzrost ciśnienia i w efekcie do przerwania utworzonej blokady i wybuchu (plozji)
- wiązadła głosowe są zwarte i nie drgają periodycznie, spółgłoska ta jest bezdźwięczna

### Przykłady
- w języku klallam: wəq̕ə́q̕ [wəqʼəqʼ] "żaba"
- w języku lezgińskim: кьакьан [qʼaqʼan] "wysoki"